# 설정 샷

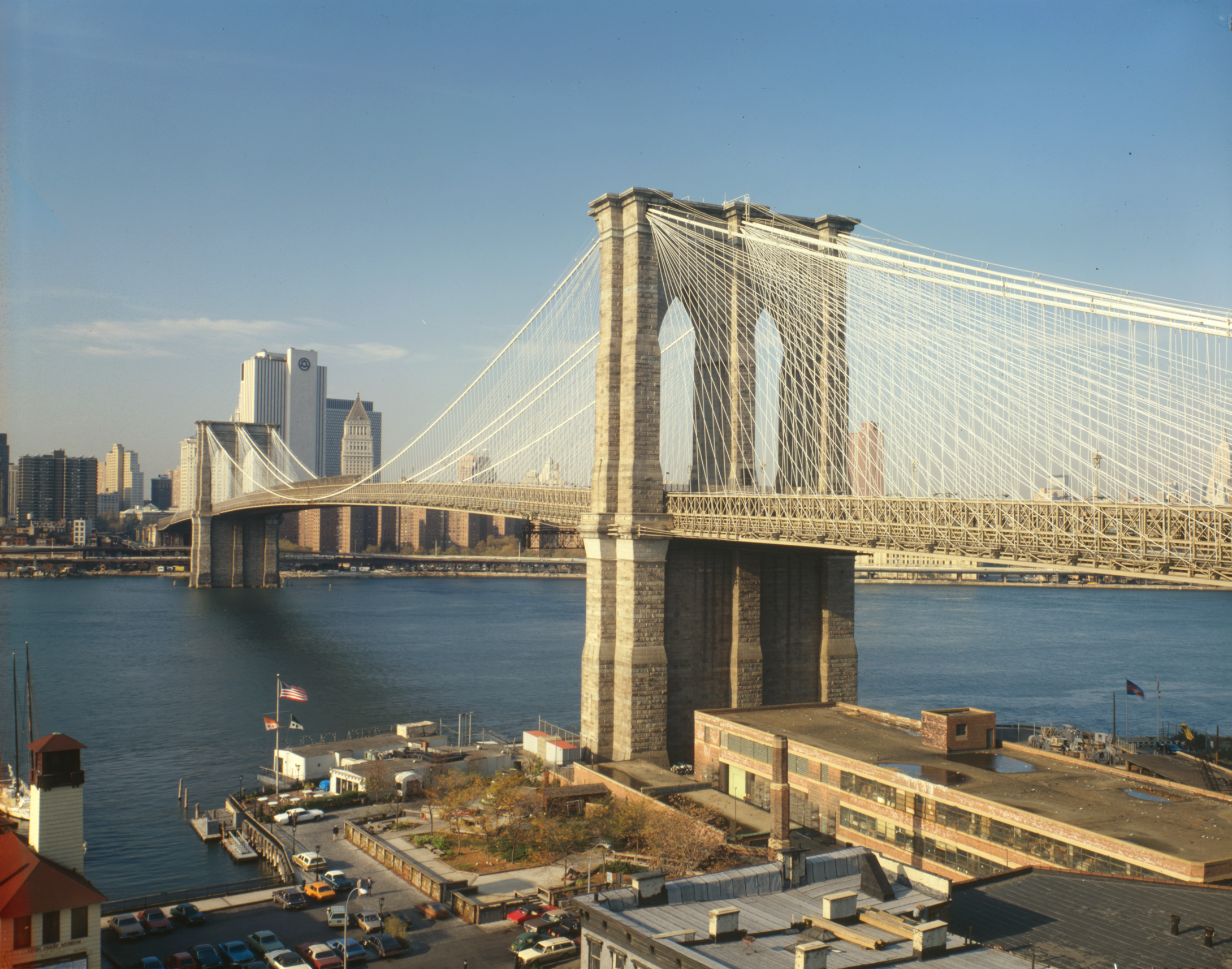
영화 토요일 밤의 열기의 브루클린교 오프닝샷은 설정 샷을 이루고 있다.

설정 샷(Establishing shot, 설정 숏, 설정 쇼트), 설정 장면은 영화 제작 및 TV 제작에서 장면의 중요한 인물과 대상 간의 관계를 보여줌으로써 장면의 맥락을 설정하거나 설정한다. 일반적으로 장면의 시작 부분에 있는 장사진 또는 극장거리 장면으로, 장면의 나머지 부분이 어디서, 때로는 언제 발생하는지를 나타낸다.
설정 샷은 지금보다 고전 영화 제작 시대에 더 흔했다. 오늘날의 영화 제작자들은 장면을 더 빠르게 진행하기 위해 설정 장면을 건너뛰거나 단순히 화면 텍스트에서 설정을 언급하는 경향이 있다(Law & Order 프랜차이즈에서 수행되는 것처럼). 또한 장면의 설명적 특성은 세부 사항이 의도적으로 모호하거나 생략된 미스터리한 장면에 적합하지 않을 수 있다.